# Gogolewskoje
Gogolewskoje (ros. Гоголевское сельское поселение) – jednostka administracyjna (osiedle wiejskie) wchodząca w skład rejonu monastyrszczińskiego w оbwodzie smoleńskim w Rosji.
Centrum administracyjnym osiedla wiejskiego jest dieriewnia Gogolewka.

## Geografia
Powierzchnia osiedla wiejskiego wynosi 180,41 km².

## Historia
Osiedle powstało na mocy uchwały obwodu smoleńskiego z 2 grudnia 2004 r., z późniejszymi zmianami – uchwała z dnia 28 maja 2015 roku.

## Demografia
W 2020 roku osiedle wiejskie zamieszkiwały 953 osoby.

## Miejscowości
W skład jednostki administracyjnej wchodzi 38 miejscowości (wyłącznie dieriewnie): Aleksandrowka, Bagriecy, Baranowka, Baczenki, Borowiec, Dubrowka, Dudino, Faszczewka, Griwy, Gogolewka, Jermakowka, Kaśki, Kodrino, Kosmacz, Lagino, Lisowa Buda, Lubawiczi, Łyza, Molawica, Nowo-Mackowo, Płatkowo, Polewiczewa Buda, Posochla, Skoblanka, Sliwino, Sławnowiczi, Smoły, Staro-Mackowo, Staryj Rochowiec, Staryszowka, Swirkowiec, Szelegowka, Toczna, Wiepri, Wojnino, Żelezniak-1, Żelezniak-2, Żukowo.